# 1,4-diazacykloheptan
1,4-Diazacykloheptan (zkráceně DACH, systematický název 1,4-diazepan) je organická sloučenina obsahující sedmičlenný heterocyklus s dvěma atomy dusíku. Jedná se o bezbarvou olejovitou kapalinu rozpustnou v polárních organických rozpouštědlech, která má chelatační vlastnosti. N-H centra v její molekule lze nahradit mnoha dalšími funkčními skupinami. Používá se při výrobě piperazinových léčiv, jako jsou například fasudil, bunasozin, homochlorcyklizin a homopipramol.